# Bergmanska huset
Bergmanska huset är en tvåvåningsbyggnad från 1700-talet vid korsningen Kyrkogatan/Sankt Petri kyrkogata i Lund.
Fastigheten, numera Glädjen 15, uppfördes 1744 av kopparslagarmästaren Anders Bergman och har nuvarande adresserna Kyrkogatan 23 och Sankt Petri kyrkogata 3. Den består sedan 1804 av två hus, varav det senare uppförda vetter mot Sankt Petri kyrkogata.
Huset har under 1800-talet använts som en av Lunds omkring 25 studentkaserner och hade då namnet "Lövkojan". Det är byggt som ett korsvirkeshus i eke. År 1830 var det inrett med nio boningsrum och inrymde en handelsbod. I en flygel fanns kök och spiskammare. Fasadputsen togs bort 1944 på huset mot Kyrkogatan och 1959 på huset mot Sankt Petri kyrkogata 3.
Bergmanhuset blev byggnadsminne 1978.

## Bildgalleri

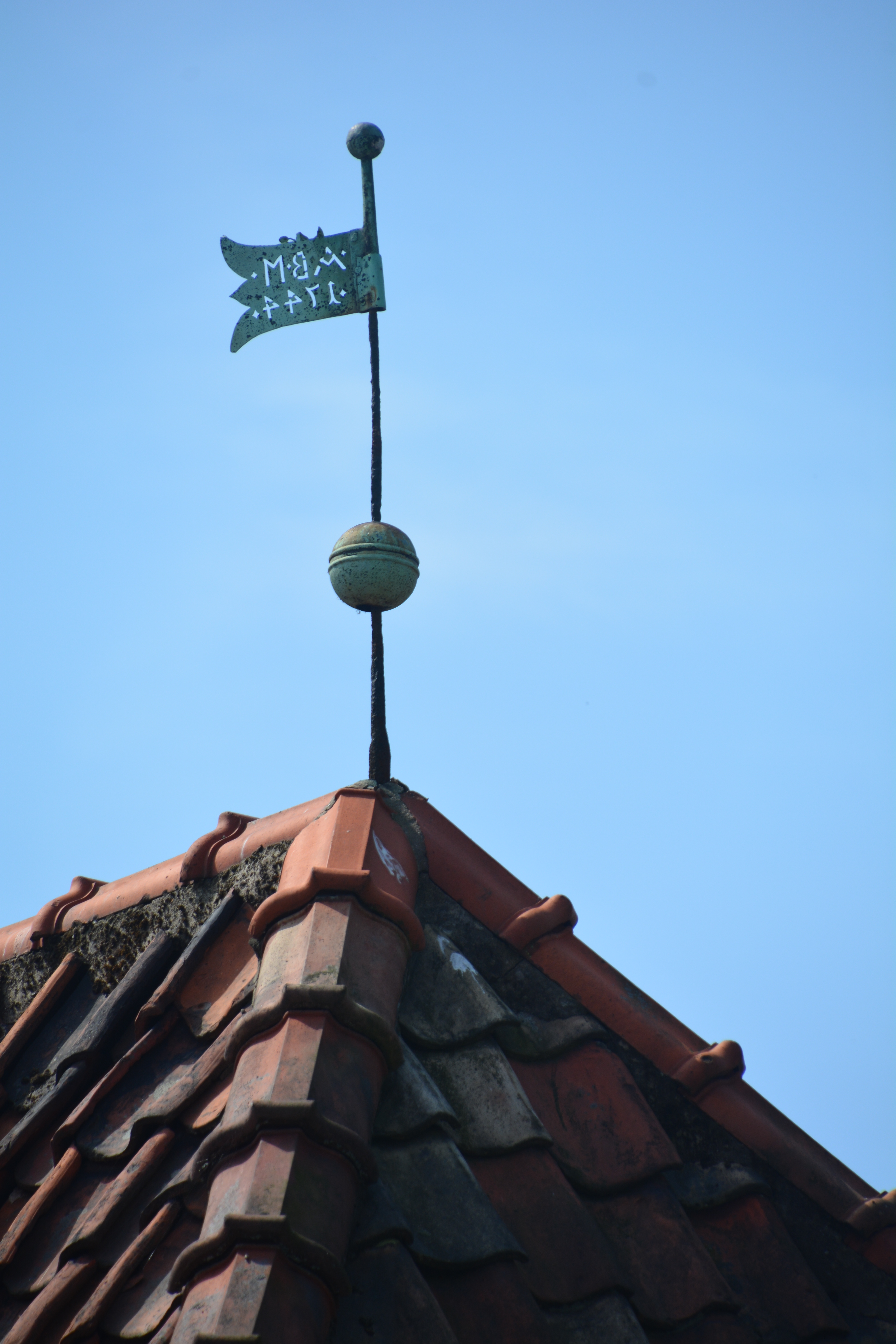
Vindflöjel på Bergmanska huset med Anders Bergmans initialer
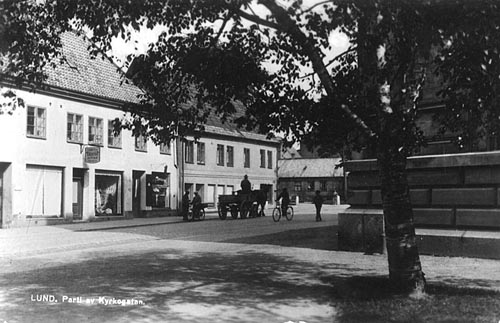
Liljewalchska huset och Bergmanska huset 1941
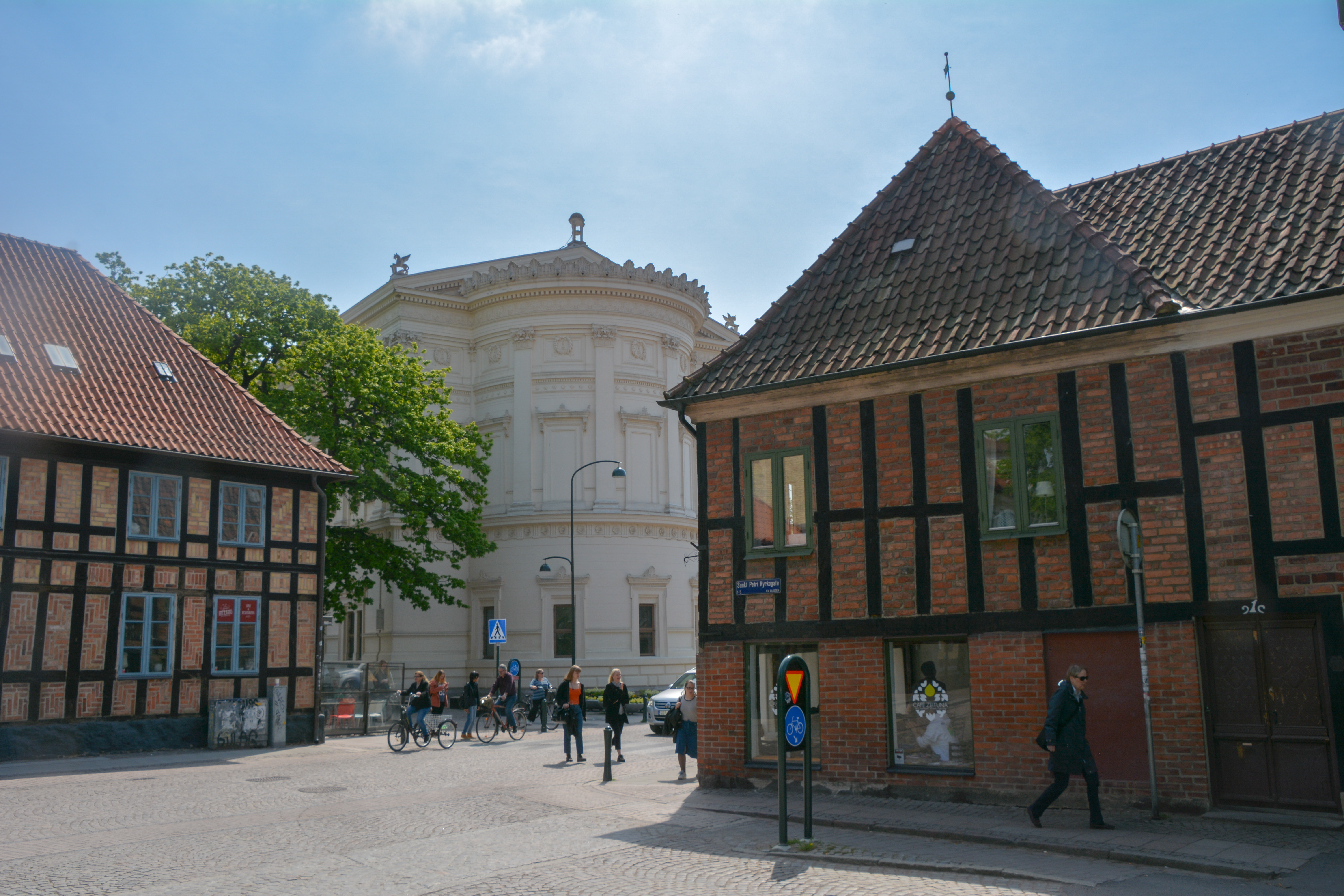
Hörnet Bredgatan/Kyrkogatan/Sankt Petri kyrkogata, med Wickmanska gården, Universitetshuset och Bergmanska huset